# Die Erbin (film 1919)
Die Erbin è un film muto del 1919 diretto da Hubert Moest.

## Produzione
Il film fu prodotto dalla berlinese Eiko Film GmbH.

## Distribuzione
In Germania, uscì nelle sale cinematografiche nel novembre 1919. A Berlino, il visto di censura del 6 marzo 1922 ne vietò la visione ai minori.